# Oege (Hagen)

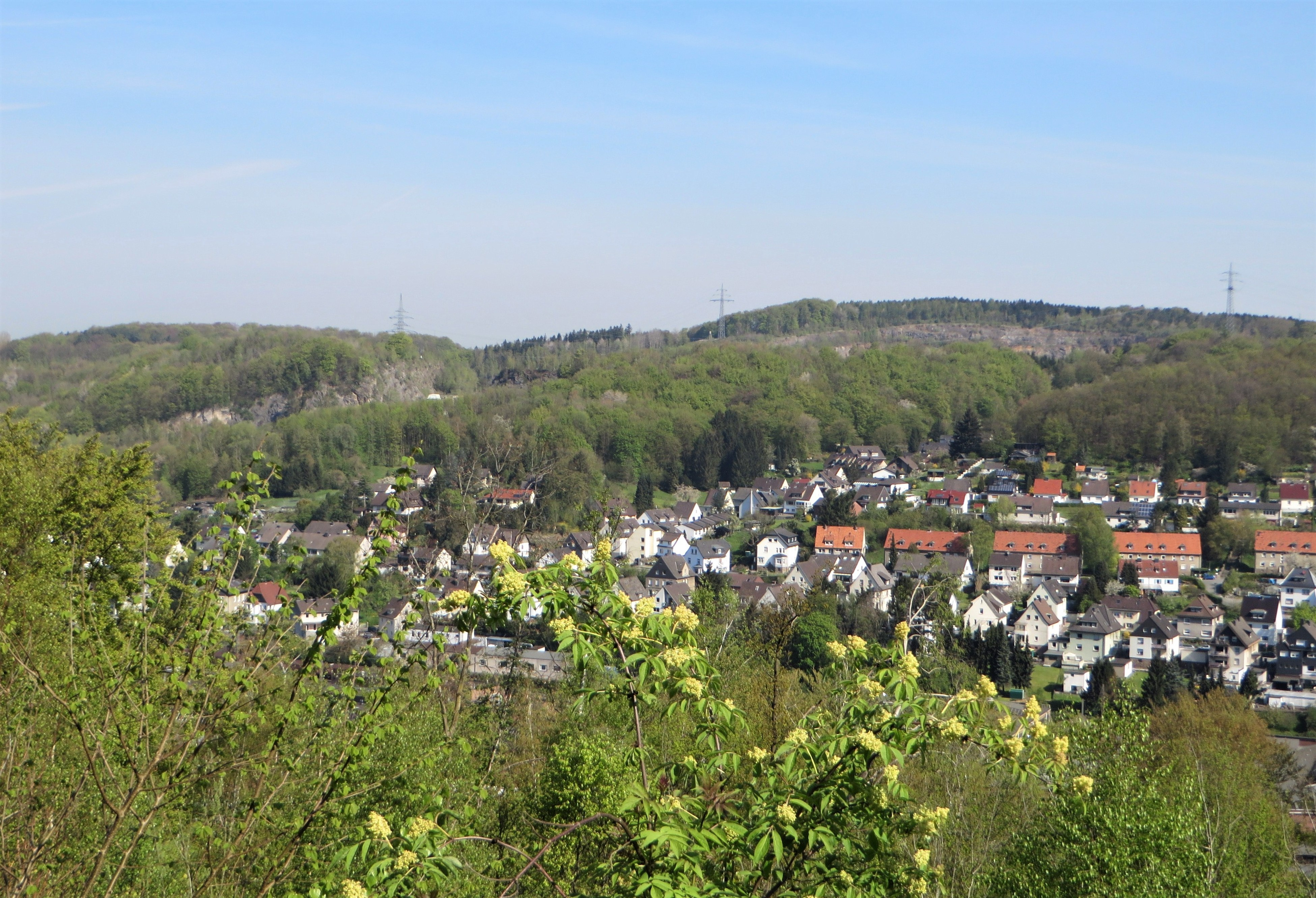
Blick auf Oege

Oege ist ein Ortsteil des Stadtbezirks Hohenlimburg der Stadt Hagen. Er bildet zusammen mit der Nahmer einen Statistischen Bezirk. Am 31. Dezember 2018 lebten 4286 Einwohner im Wohnbezirk Oege/Nahmer.

## Geografie
Oege liegt rechtsseitig der Lenne und grenzt westlich an die Wohnbezirke Hohenlimburg-Zentrum/Wesselbach und Elsey-Süd, östlich an die Stadtgrenze von Iserlohn mit seinem Stadtteil Letmathe. Südlich von Oege liegt linksseitig der Lenne der Ortsteil Nahmer. In Oege befinden sich der aufgegebene Steinbruch Rolloch I, hinter dem Oeger Stein verborgen, und der Steinbruch Steltenberg. Zwischen beiden befindet sich im Berghang die Oeger Höhle, allerdings schon knapp auf Elseyer Gebiet. Nordwestlich erstreckt sich das etwa 42,3 ha große Naturschutzgebiet Steltenberg. Nordöstlich das 87,21 ha große Landschaftsschutzgebiet Steltenberg, Oege.

## Geschichte
Erstmals wurde Oege als oie urkundlich im Jahre 1184 in einem Kaufvertrag erwähnt. Ritter Stephan von Oege verkaufte seine Wasserburg für 100 Mark an den Erzbischof von Köln, Philipp von Heinsberg. Der hohe Verkaufspreis hatte den damaligen Wert von 1200 Ochsen. Wann diese Wasserburg mit ihrem Fluchtturm unmittelbar am rechten Ufer der Lenne errichtet wurde, ist nicht bekannt. Sicher war sie aber in dem früh von Bauern besiedelten Oege, in Zeiten von Gefahr, ein sicherer Zufluchtsort. Auf dem Burggelände entstand später eines der größten Güter der Bauerschaft Oege, der Schultenhof, der aber wie fast alle übrigen Höfe im 19. Jahrhundert der Industrie zum Opfer fiel. Letzte Ruinenreste der Burg verschwanden um 1880. Das letzte große Bauernhaus (Brand-Hof, gegenüber dem Kalkwerk) wurde in den 1960er Jahren abgerissen. Die verlehnten Höfe und Kotten in Oege gehörten seit dem Mittelalter überwiegend den Limburger und Arnsberger Grafen. Der Drostenhof war in Besitz der Elseyer Kirche, die ihn im 17. Jahrhundert dem Limburger Drosten von Myllhausen verkaufte. Bis Anfang des 19. Jahrhunderts gab es in der Bauerschaft Oege noch acht Bauernhöfe und einige Kotten. 1821 waren im Liegenschaftsbuch der ehemaligen Gemeinde Limburg im Ortsteil Oege neun Grundeigentümer aufgeführt. Die Deutung des Ortsnamens kann mit „wasserreiche Niederung, Aue“ umschrieben werden.
Im Totenbuch der Elseyer Fabians-und-Sebastians-Bruderschaft von 1523 waren im Verzeichnis der verstorbenen Bruderschaftsmitglieder neun Angehörige der Bauerschaft van Oye eingetragen.
Die Verbindung des Dorfes Oege und des Fleckens Neu-Oege mit der Freiheit Limburg war von jeher die denkbar schlechteste. Der Personenverkehr zwischen Oege und Limburg fand einerseits über die Lennefähre Oege-Nahmer und anderseits auf dem über den Oeger Stein führenden Fußpfad statt. Fuhrwerke passierten im Sommer bei niedrigem Wasserstand die Lenne, während bei hohem Wasserstand, vornehmlich in den Wintermonaten, der Weg ebenfalls über den Oeger Stein genommen werden musste. Erst 1860 war durch den Bau einer Straße längs der Lenne eine sichere Verbindung hergestellt.

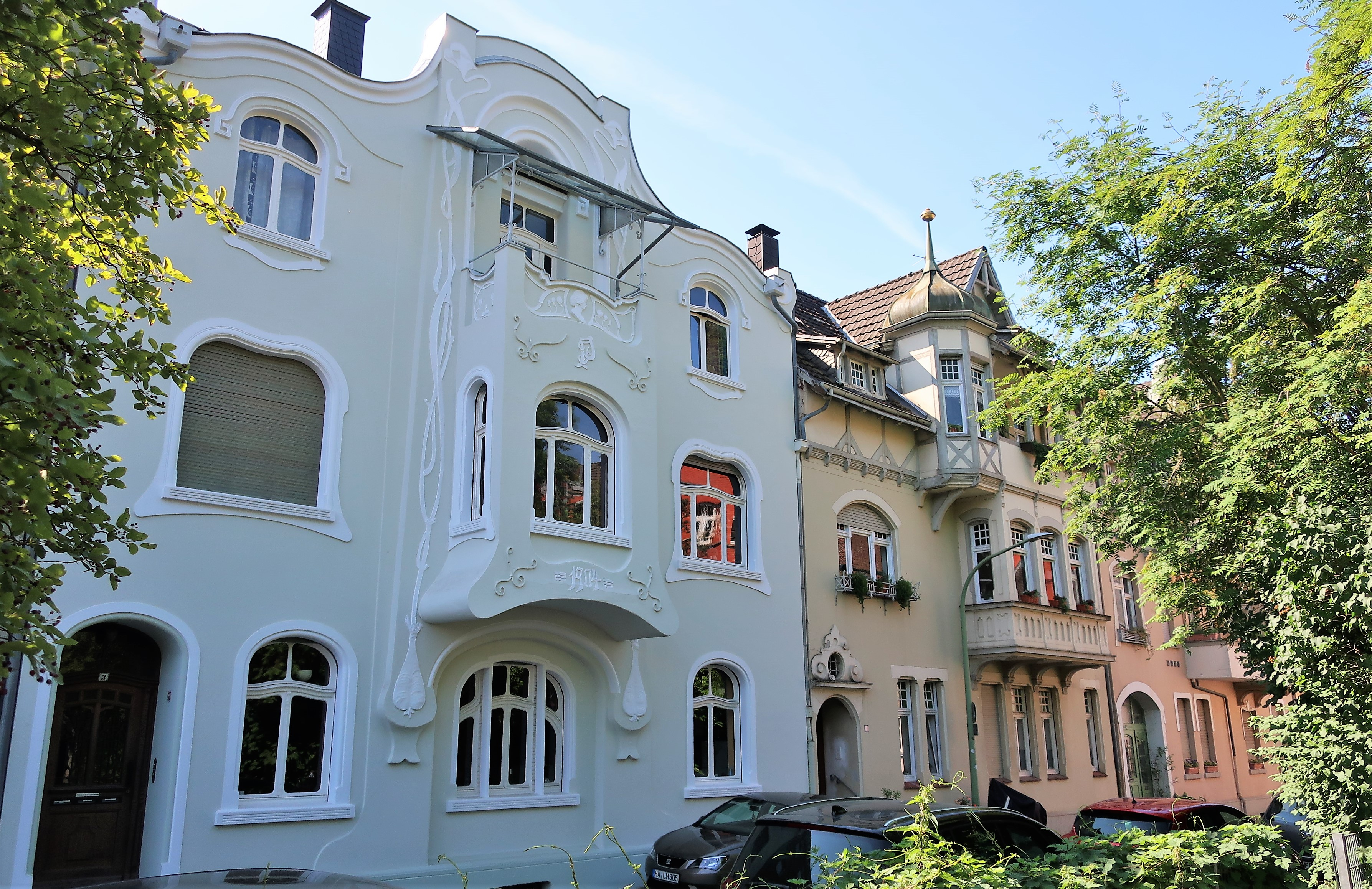
Jugendstilhäuser im Drostenhof

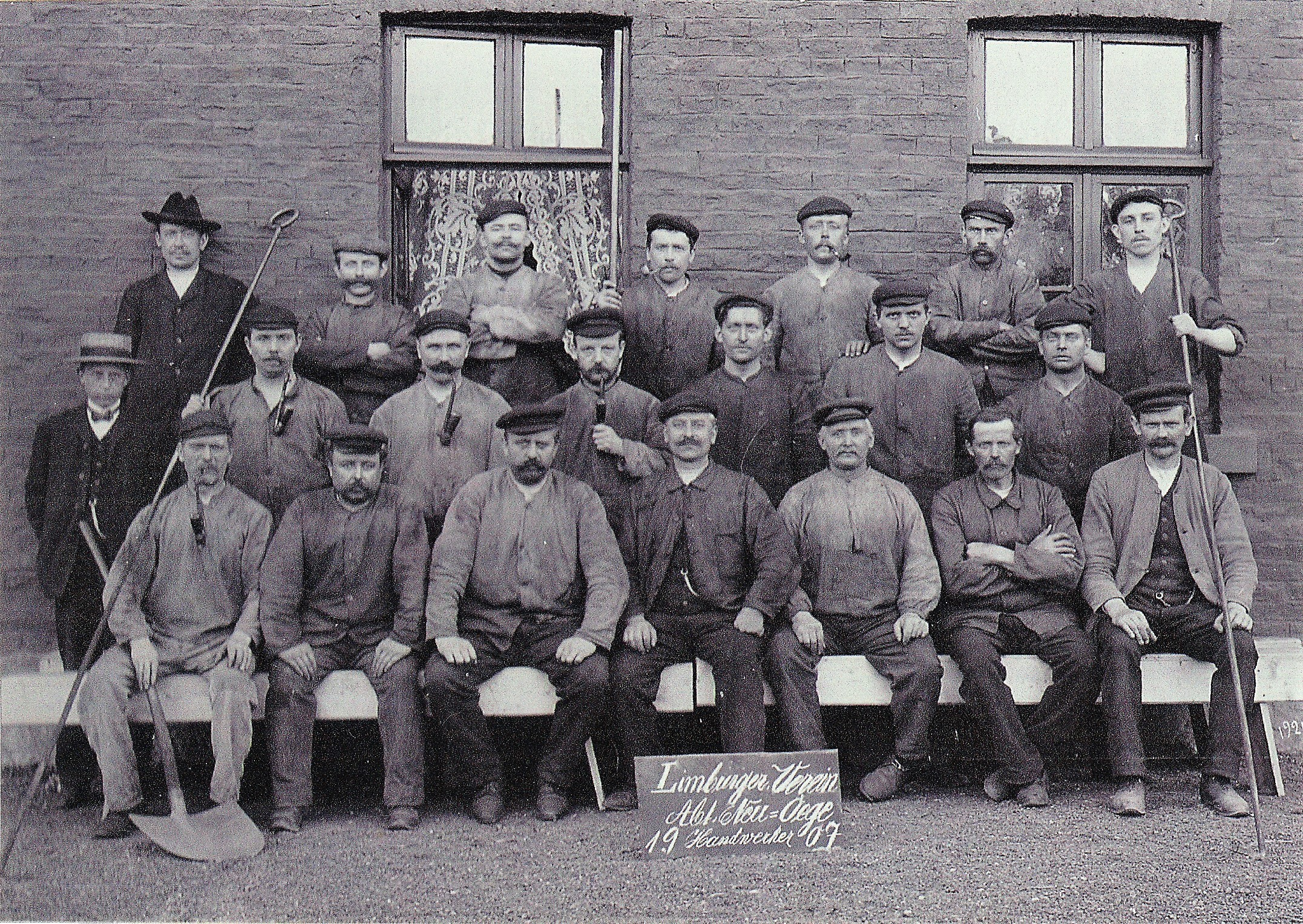
Handwerker der Abteilung Neu-Oege des Limburger Fabrik- und Hüttenvereins 1907 in Hohenlimburg.

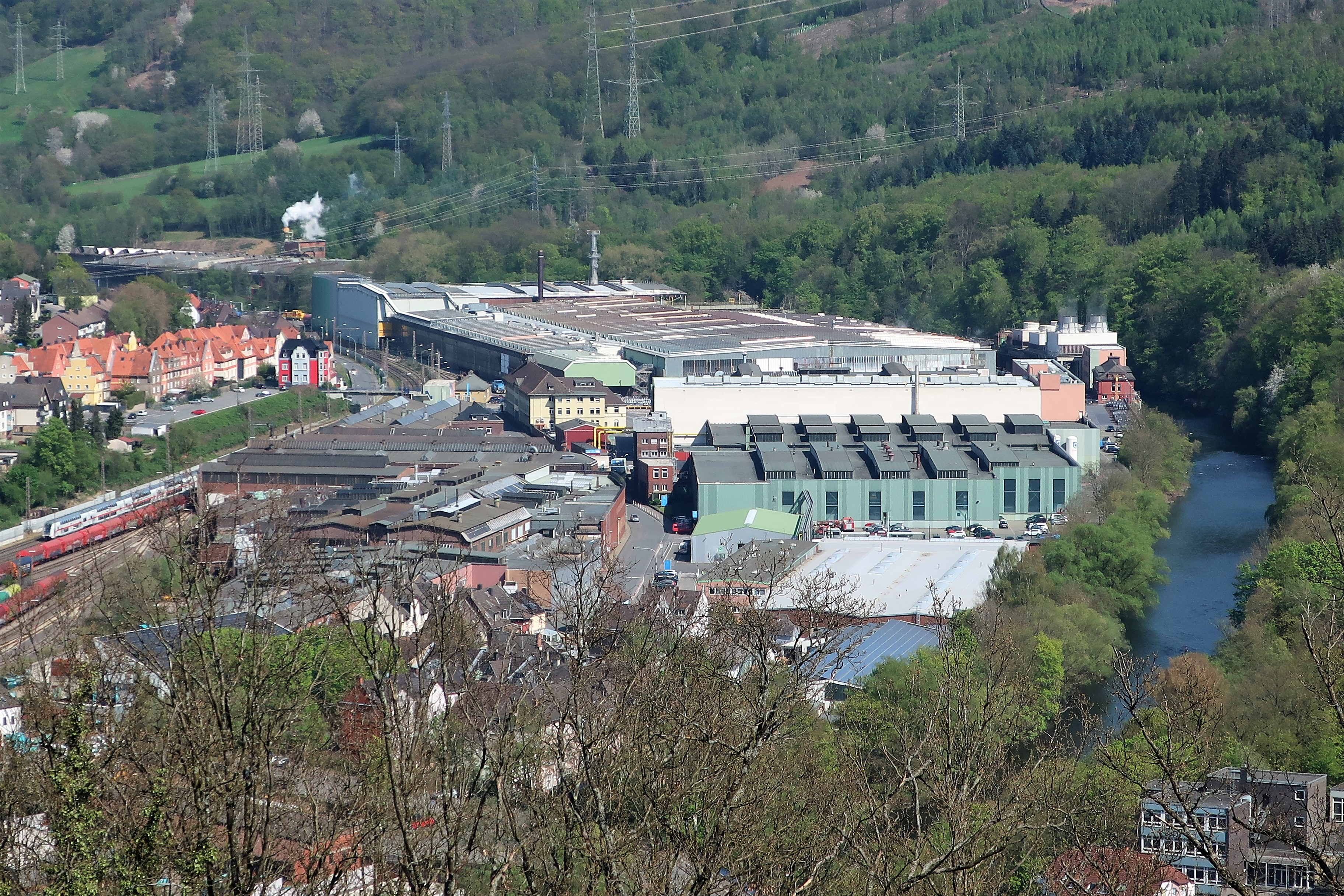
Blick auf thyssenkrupp in Oege

Eine große Bedeutung für die Industrialisierung besaß das in den 1820er Jahren durch den Iserlohner Unternehmer Hermann Diedrich Piepenstock (1782–1843) gegründete Eisenblech- und Drahtwalzwerk in Oege. Im Jahre 1834 erweiterte Piepenstock diesen Betrieb um eine Eisengießerei; drei Jahre später war es das erste Blechwalzwerk in den deutschen Staaten, das verzinnte Weißbleche herstellte, die zuvor aus England importiert werden mussten. Das damals zu den Großbetrieben in Preußen zählende Werk, wanderte aber ab 1841 bis Ende des Jahrhunderts wegen der fehlenden Erweiterungsmöglichkeiten in Oege nach Hörde ab.
1859 wurde die erste Teilstrecke Hagen-Limburg-Letmathe der Ruhr-Sieg-Strecke in Betrieb genommen. Damit bekam Oege einen Güterbahnhof und Anschlüsse an die hier vorhandenen Fabriken. Zwei beschrankte Bahnübergänge verbanden den damit geteilten Ort, mit dem Nachteil erheblicher Wartezeiten. 1845 wurde eine Privatschule für 20 Kinder erwähnt. Die heute denkmalgeschützte Oeger Volksschule wurde im Jahr 1900 eröffnet. Erweiterungsbau und Turnhalle bis 1914 errichtet. Neben der Schule befindet sich das besonders sehenswerte Jugendstil-Ensemble der Bebauung im Drostenhof. Erbaut 1903/04 von dem in Oege lebenden Architekten Albert Loose (1867–1939). Das 1904 erbaute Haus Nummer 3 gilt als eine der schönsten Jugendstil-Fassaden des westfälischen Raums.
1867 gab es in Oege 332 Einwohner. Danach stiegen die Einwohnerzahlen auf 952 im Jahr 1887 und auf 1800 Einwohner im Jahr 1920.
Ab 1906 wurde der Limburger Fabrik- und Hüttenverein (gegr. 1619) mit 500 Mitarbeitern vom Langenkamp in Hohenlimburg auf das große neuerworbene Gelände in Neu-Oege verlagert. Im Jahre 1907 folgte der Zusammenschluss mit den Eisen- und Stahlwerken Hoesch in Dortmund. Für ihre Mitarbeiter errichtete die Firma von 1922 bis 1927 nach Plänen des Hohenlimburger Architekten Eugen Friederich (geb. 1892) die heute denkmalgeschützte Hoesch-Siedlung (Colonie Oege). Oberhalb derer später ab den 1950er Jahren an Ahmer Weg, Piepenstockstraße, Am Sonnenberg und der oberen Feldstraße verstärkt Wohnbebauung entstand.
Während der Nazi-Herrschaft gab es in Oege neun Ausländerlager mit insgesamt 980 Fremdarbeitern und Kriegsgefangenen. Sie wurden ab 1941 in den ansässigen Oeger Industriebetrieben zur Zwangsarbeit eingesetzt. Nach Kriegsende gab es in diesen Baracken am Ahmer Weg ein Aufnahmelager des Landkreises Iserlohn für die vielen Heimatvertriebenen aus den deutschen Ostgebieten.
Während des Zweiten Weltkrieges beschießen am 23. Januar 1945 Tiefflieger einen Kurierzug im Oeger Güterbahnhof. Es wurden dabei auch vier Sprengbomben abgeworfen, die Bahngleise, mehrere Güterwaggons, ein benachbartes Wohnhaus in der Feldstraße 21 a, und die naheliegende Fabrik Schrimpf & Schöneberg getroffen und stark beschädigt. Zu beklagen waren 7 Tote und 5 Verwundete. In Oege suchten viele Bewohner bei Fliegeralarm Schutz in einem Steinbruchstollen der Kalkwerke. Am 14. und 15. April 1945 kam es zu Kämpfen zwischen deutschen und US-Truppen, die aus Richtung Lüdenscheid kommend über die Nahmer Schweiz nach Hohenlimburg vordrangen. Vor der Einnahme und Kapitulation der Stadt am 16. April 1945 wurden von der Wehrmacht noch völlig nutzlos die Lennebrücke in Hohenlimburg und die Eisenbahnbrücke in Oege von deutschen Pionieren gesprengt und dadurch den Bürgern erheblichen Schaden zugefügt.
1955 wurde die Oeger Lennebrücke fertiggestellt, die Oege mit der Nahmer verbindet. In dem durch die Bahnschienen geteilten Ort gab es früher mehrere kleine Läden, eine Apotheke, Arztpraxis, Tankstelle mit Autowerkstatt, Sparkasse, das Hotel „Oeger Hof“, mehrere Kneipen, wie z. B. die Gaststätte Grote, und das Lux-Kino. Im Laufe der Zeit alles geschlossen ist der Ortsteil heute Wohn- und Industriestandort und wird humoristisch von seinen Bewohnern „Freistaat“ Oege genannt.
Ehemalige, vorwiegend in der zweiten Hälfte des 20. Jahrhunderts, geschlossene oder abgewanderte Firmen, waren die beiden Kaltwalzwerke Risse & Wilke (gegr. um 1920), Becker, Cramer & Römer (gegr. 1897), Metallwarenfabrik Köster & Schmidt (gegr. 1887), Kaltwalzwerk Heiner & Co. (gegr. 1887), Metallwerke Gustav Hemecker (gegr. 1902), Messingwerk Knipps & Co. (gegr. 1903), Metallgießerei Ww. Louis Ebbinghaus (gegr. 1858), Kaltwalzwerk P. W. Lenzen (gegr. 1842) und das zuletzt im Jahr 2022 nach Iserlohn verlagerte Federnwerk Schrimpf & Schöneberg (gegr. 1921).
Heute ist Oege noch Industriell geprägt durch das Werk II der Bilstein Group (Kaltwalzwerk, 2003 Übernahme der Carl Vogelsang GmbH, gegr. 1908), die Hohenlimburger Kalkwerke (Kalksteinprodukte, gegr. 1905), das Kaltwalzwerk Bernhard Boecker (gegr. 1929 in der Nahmer), der Metallverarbeitung Almetec GmbH (gegr. 1993) und im östlich gelegenen „Neu-Oege“ mit dem Umspannwerk Oege, dem Federnwerk thyssenkrupp Springs & Stabilizers und dem Bandstahl-Warmwalzwerk thyssenkrupp Hohenlimburg GmbH (beide ehemalige Hoesch Hohenlimburg GmbH). Beide Firmen waren um 1960 die größten Federn- und Bandstahlhersteller im gesamten Raum der Europäischen Wirtschaftsgemeinschaft. Stand heute (2025) soll das Oeger Federnwerk von Thyssenkrupp mit seinen 300 Mitarbeitern bis 2027 geschlossen werden.

## Baudenkmäler
Die Jugendstil-Wohnhäuser Drostenhof 3, 5, 7, 9 und 28, die Oeger Schule Oeger Straße 64, das Wohnhaus Oeger Straße 66 und die Hoesch-Siedlung an Oststraße, Oeger Straße und Oeger Holz, stehen unter Denkmalschutz.

## Vereine
Am 25. Februar 1900 wurde der „Turnverein-Oege“ gegründet. Heute TuS Hohenlimburg-Oege 1900 e. V. mit Turnen, Wandern, Tanzen und Handball. Vereinsheim Feldstraße 7. Im Jahr 1995 bildet die Handballabteilung des TuS Hohenlimburg-Oege mit den Handballern der TSV Germania Reh die HSG (HandballSpielGemeinschaft) Hohenlimburg.